# Monocarpisch

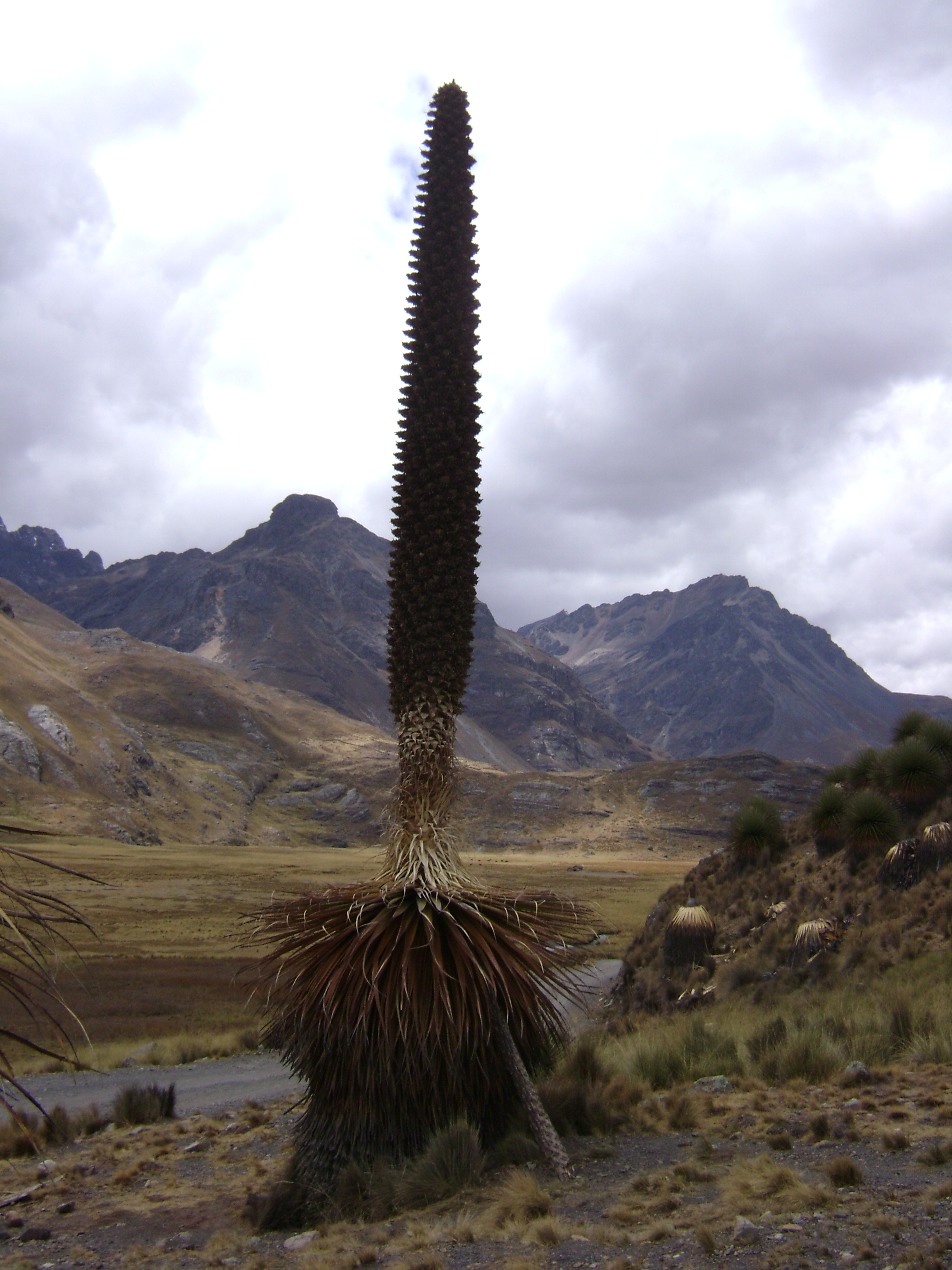
Puya raimondii (de grootste bekende bromelia) is een monocarpische plant.

Een monocarpische, semelpare of hapaxanthe plant plant zich slechts eenmaal in zijn leven geslachtelijk voort. De plant sterft na de bloei en vruchtzetting af. Onder monocarpische planten bevinden zich alle eenjarige planten (), alle tweejarige planten () en meerjarige planten ().
Onder de monocarpische meerjarige planten bevinden zich onder meer een aantal bamboesoorten, de honderdjarige aloë (Agave americana), een aantal bromeliasoorten en een aantal soorten palmen.
De groep van monocarpische planten staat tegenover die van de overblijvende planten (vaste planten, lianen, bomen en struiken), die niet afsterven na de eerste bloei.